# کولترویل (کالیفرنیا)
کولترویل (به انگلیسی: Coulterville) یک منطقهٔ مسکونی در ایالات متحده آمریکا است که در شهرستان ماریپوزا، کالیفرنیا واقع شده‌است. کولترویل ۱۰٫۹۱۹ کیلومتر مربع مساحت و ۲۰۱ نفر جمعیت دارد و ۵۱۸ متر بالاتر از سطح دریا واقع شده‌است.